# Bulimulus olla
Bulimulus olla es una especie de molusco gasterópodo de la familia Orthalicidae en el orden de los Stylommatophora.

## Distribución geográfica
Es endémica de Ecuador de la isla de Santiago, en las Galápagos

## Hábitat
Su hábitat natural son: matorrales áridos tropicales o subtropicales

## Estado de conservación
Se encuentra amenazada de extinción por la pérdida de su hábitat natural. Debido a la introducción de cabras y otra especie introducida que se ha convertido en una amenaza es   hormiga Wasmannia auropuctata.